# 林國芳
 林國芳（1820年—1862年），臺灣臺北新莊人，籍貫福建漳州府龍溪縣白石吉上社，是臺灣巨富林平侯之子，林國華之弟，板橋林家的重要成員，亦是多次分類械鬥的重要當事人。曾獲得鹽運使頭銜，候選郎中。後因激起漳泉械鬥，遭到朝廷革職問罪，抑鬱而卒。

## 簡介
林平侯本漳州府人，來臺經商，居於臺北新莊，在林爽文事件中糶米，物價暴漲，獲得銀錢無數，因而致富。後為避新莊泉州府移民的兵聲，決意遷居大科崁。身後，將家族企業分為「飲」、「水」、「本」、「思」、「源」五支商號傳給後代。
分得「本」、「源」兩商記的林國華與林國芳兩兄弟，將商號合併為「本源」，並冠以林姓，即為現在所稱的林本源家族，並遷往板橋，故稱板橋林家。
國華、國芳克承父志，兼營米、糖、鹽、布、木材、樟腦等業，所得錢乃購土地，聘佃農開發，家道更富。國芳為示與新莊泉州人友好，由新莊媽祖廟，迎接媽祖香火在板橋接雲寺奉祀。後人乃建媽祖廟供奉，是為板橋慈惠宮。
國芳對於藝文頗有研究，為地方書法名家，但任俠好武、慷慨激昂，曾經往來唐山與臺灣之間，得罪過泉州府知府，亦曾經毆打漳州府某知縣之幕僚。1857年長兄林國華過世後，由武鬥派的國芳主持家業，開始台北漳泉械鬥的高峰期，直到1862年國芳過世。譬如1859年漳泉械鬥，林國芳率丁壯數百名搜捕泉州人，焚燒土地。艋舺的泉州三邑大老黃龍安亦以艋舺龍山寺為基地，起兵近千，在臺北惡鬥。艋舺的泉州安溪大老白其祥出面調停，方息兵燹。
1861年，林國芳因與泉州籍佃農有租約糾紛，欲將泉州人土地收回，改租漳州人。造成大臺北民心大亂，又一次釀成巨鬥，北至芝蘭一堡（今臺北市士林區），南至興直堡（今新北市新莊區）皆有械鬥，朝廷震怒，欲將林國芳捕到當時的省會福州審問。國芳探知風聲，1862年心急以病逝，民間遂有「第一驚（怕）死林國芳」之說。

## 家族
林國芳無親生子，由其兄國華之子林維源兼祧，以祀香火。但他的夫人不喜欢林维源兼祧，另外收养孝廉葉化成（东谷）的儿子为螟蛉子，即通称三房的林维德（维得）。

## 註解
1. ↑  《清穆宗實錄》.〈同治元年正月十九日上諭〉慶端、瑞璸奏：「請將橫行閭里、糾眾焚搶之紳士革職審辦」等語。福建臺灣淡水廳紳士鹽運使銜候選郎中林國芳，因與泉州人民挾嫌，輒將泉人耕種該紳士之田恃強起換，另招漳州人民耕種，致激漳、泉民人互相鬥殺。該員復敢招募壯勇四出焚搶，幾至激變；實屬為富不仁，目無法紀。林國芳著即行革職，交慶端等派員提省，嚴行審辦；並勒令兩造交出兇要各犯，一並解省徹底根究，毋稍疏縱
2. ↑  《台灣大百科全書》〈林維源〉條 （页面存档备份，存于），許雪姬撰寫，2009.9.24；戴寶村，《從台灣諺語看台灣歷史》〈第一盡忠林朝棟，第一怕死林本源〉（台北：玉山社，2004），頁208